# Dave Kitson
David Barry Kitson est un footballeur anglais né le 21 janvier 1980 à Hitchin, Hertfordshire. Il évolue au poste d'attaquant au sein du club de Oxford United (League Two). 

## Carrière

### Joueur
- 2000-mars 2001 :  Arlesey Town
- mars 2001-déc. 2003 :  Cambridge United
- déc. 2003-2008 :  Reading FC
- 2008-2010 :  Stoke City
  - mars 2009-2009 :  Reading FC (prêt)
  - nov. 2009-jan. 2010 :  Middlesbrough FC (prêt)
- 2010-2012 :  Portsmouth FC
- 2012-2013 :  Sheffield United[1]
- 2013-2014 :  Oxford United
- déc. 2014-févr. 2015 :  Arlesey Town

### Entraîneur
- déc. 2014-févr. 2015 :  Arlesey Town (entraîneur adjoint-joueur)

## Palmarès
- Championnat d'Angleterre D2 :
  - Champion : 2005-2006.